# Сквозь объектив (фильм)
«Сквозь объектив» (англ. Picture This, другое название — «Представь себе») — комедийный фильм 2008 года режиссёра Стивена Херека. Премьера состоялась 13 июля 2008 года. В главной роли Эшли Тисдейл.

## Сюжет
Мэнди Гилберт — не самая красивая и популярная девушка в школе. Она живёт со своим отцом Томом, который чересчур её опекает, и имеет двух подруг Алексу и Кайен. Над ней часто издеваются популярные девушки школы, особенно Лиса Кросс. Мэнди влюбляется в парня Лисы Дрю Пэттерсона.
Ища возможность познакомиться с Дрю, Мэнди приходит в бассейн, теряет очки и почти тонет, но Дрю спасает её. Лиса считает Мэнди угрозой и пытается унизить её, но Мэнди и Дрю начинают общаться.
Отец дарит Мэнди новый видеофон, чтобы всегда быть с ней на связи.
Дрю приглашает Мэнди сходить на озеро на следующий день, но отец разоблачает её и сажает под домашний арест. На следующий день должна состояться вечеринка в доме Дрю, на которую он её зовет. Это шанс Мэнди стать популярной. Но ей удается выбраться только под предлогом того, что она идет к Алексе учить историю. Отец обещает ей звонить каждые полчаса и проверять её.
Лиса портит платье, в котором Мэнди хотела пойти на вечеринку. Мэнди отправляется в магазин, чтобы купить новое. В магазине Лиса подмешивает Мэнди в коктейль орехи, на которые у неё аллергия, и лицо Мэнди раздувается. Она падает в фонтан, и отёк уходит. Ей звонит отец, и Мэнди и её подругам прямо в магазине приходится импровизировать, создав обстановку дома Алексы из мебели.
Лиса вызывает эвакуатор, и машину Мэнди увозят. Ей нужно 300 долларов, чтобы вернуть её. Вместе с подругами она идет в клуб, где проходит конкурс молодёжных рок-групп. У Алексы боязнь сцены, и петь приходится Мэнди. Ей звонит отец, но зрители помогают ей, имитируя DVD-плеер, танцуя и останавливаясь по команде.
Лиса надевает платье точь-в-точь как у Мэнди. Наконец Мэнди прибывает на вечеринку. В это время к её отцу приезжает сестра оставляет на его попечении ребёнка. Но в процессе игры он теряет его в доме. Сестра звонит Тому и приказывает ему показать ребёнка по видеофону, как Мэнди. Отец понимает, что слишком сильно опекал дочь, и больше не звонит ей.
По слухам, каждый год один из членов семьи Пэттерсон уводит с вечеринки девушку наверх, в «башню». Дрю поднимается с Мэнди наверх, но она сбегает. Алекса мстит Лисе, засняв на видео и показав всем, как её тошнит.
На балу Дрю признает королеву школы не Лисс, а Мэнди. Мэнди и отец мирятся.

## В ролях
- Эшли Тисдейл — Мэнди Гилберт
- Робби Амелл — Дрю Пэттерсон
- Лорен Коллинз — Алекса
- Шеней Граймс — Кайенн
- Синди Басби — Лиза Кросс
- Кевин Поллак — Том Гилберт
- Мари-Маргарит Сабонк — Блер
- Анджела Галуппо — Кимберли
- Максим Рой — Марша Гилберт

## Саундтрек
| №   | Название                                                               | Исполнитель        | Длительность |
| --- | ---------------------------------------------------------------------- | ------------------ | ------------ |
| 1.  | «Shadows Of The Night» (Д.Л.Байрон)                                    | Эшли Тисдейл       | 3:32         |
| 2.  | «That Stuff» (Молли Мостек, Ларри Купер)                               | Молли М            | 3:05         |
| 3.  | «Sincerely Me» (Джей Кондиотти, Дэниель МакКи, Эдди Гэлен, Эндрю Лэйн) | Дэниель МакКи      | 4:01         |
| 4.  | «Better» (Кори Ярчкин, Джимми Робертсон Лендри)                        | Кори Ярчкин        | 3:35         |
| 5.  | «All So Different» (Джессика Пендер)                                   | Чендель            | 3:11         |
| 6.  | «Welcome To The Party» (Молли Мостек)                                  | Молли М            | 5:46         |
| 7.  | «You Are Part Of Everything» (Джош Келли)                              | Джош Келли         | 3:27         |
| 8.  | «Day In The Sun» (Кевин Сейвигар, Дэвмд Николас, Майкл Стенджел)       | Энжи Хилтон        | 3:42         |
| 9.  | «Unstoppable» (Джоэл Уочбрит, Майкл Соколис)                           | Буда Бэлли         | 2:20         |
| 10. | «Come To The Night» (Джо Фарачи)                                       | Фарачи             | 3:22         |
| 11. | «Because I'm Awesome» (Келли Оджен, Луиз Кабезас)                      | The Dollyrots      | 4:39         |
| 12. | «Through My Eyes» (Дэвид Осборн)                                       | Autumn's Descent   | 2:24         |
| 13. | «Symphony No. 9» (Бетховен)                                            | Бетховен           | 4:16         |
| 14. | «I'm Just Like You» (Адам Дерборн)                                     | Deadstar Assembly  | 3:09         |
| 15. | «Drive» (Даррен Рейнолдс)                                              | The Humidiflyers   | 4:26         |
| 16. | «Let Me Fall» (Джо Фарачи)                                             | Фарачи             | 4:15         |
| 17. | «Dale Que Dale» (Рафаэль Торрес, Эдгард Джауд, Майкл Гарсиа)           | Микейтон           | 4:47         |
| 18. | «Tell Me You Love Me» (Дэниел Кейдж)                                   | Дэниел Кейдж       | 3:45         |
| 19. | «Shiver» (Гензо, Шерил Йи, Джулиан Медейрос)                           | Шерил Йи           | 3:04         |
| 20. | «Soft Place To Fall» (Пол Гордон)                                      | Джоэль Джеймс      | 3:66         |
| 21. | «Your Ride» (Надия Фэй, Джей Кондиотти)                                | Girls Love Shoes   | 4:00         |
| 22. | «Fragile Tough Girl» (Джо Дэвидсон)                                    | Джо Дэвидсон       | 3:01         |
| 23. | «Pictures of You» (Джеффри Марк Блю)                                   | The Last Goodnight | 4:00         |